# Werelderfgoed in Benin
Tot het UNESCO werelderfgoed in Benin behoren twee werelderfgoederen. Het eerste werd in 1985 ingeschreven.

## Werelderfgoederen

### Actuele Werelderfgoederen
Deze lijst toont de werelderfgoederen in Benin in chronologische volgorde (C – Cultuurerfgoed; N – Natuurerfgoed).
| Naam                                                      | Jaar | Soort | Beschrijving                                    | Afbeelding |
| --------------------------------------------------------- | ---- | ----- | ----------------------------------------------- | ---------- |
| Koninklijke paleizen van Abomey                           | 1985 | C     | (uitgebreid in 2007)                            |            |
| Complex W-Arly-Pendjari (in Benin, Burkina Faso en Niger) | 1996 | N     | (uitgebreid naar Benin en Burkina Faso in 2017) |            |

### Als Werelderfgoed genomineerde objecten
Op de voorlopige lijst van de UNESCO worden objecten ingeschreven die naar het inzicht van de betreffende regering potentieel voor de erkenning als werelderfgoed in aanmerking komen. Dit zegt niets over een eventuele daadwerkelijke succesvolle inschrijving op de lijst. Tegenwoordig (2022) zijn op de voorlopige lijst zeven objecten uit Benin ingeschreven.
| Naam                                                                            | Jaar | Soort | Beschrijving | Afbeelding |
| ------------------------------------------------------------------------------- | ---- | ----- | ------------ | ---------- |
| Ouidah, oude stadswijk en slavenroute                                           | 1996 | C     |              |            |
| Porto-Novo, oude stadswijk en koninklijk paleis                                 | 1996 | C     |              |            |
| Reservaat W aan de Niger en het traditionele nederzettingsgebied in Noord-Benin | 1996 | C     |              |            |
| Ondergronds dorp Agongointo-Zoungoudo                                           | 1998 | C     |              |            |
| Lagere Ouémé-vallei                                                             | 2020 | C/N   |              |            |
| Koutammakou, het land van de Batammariba                                        | 2020 | C     |              |            |
| Kenmerkende locaties van de slavenroute in Benin                                | 2021 | C     |              |            |

## Objecten voorheen op de Kandidatenlijst
Deze objecten werden van de voorlopige lijst verwijderd en door nieuwe vervangen.
| Naam                                  | Jaar        | Soort | Beschrijving | Afbeelding |
| ------------------------------------- | ----------- | ----- | ------------ | ---------- |
| Versterkte nederzettingen: Tata-Somba | 1987 - 1996 | C     |              |            |
| Gevel van de moskee van Sakété        | 1987 - 1996 | C     |              |            |
| Ganvié, dorp aan het meer             | 1997 - 2020 | C     |              |            |